# Ein Verbummelter

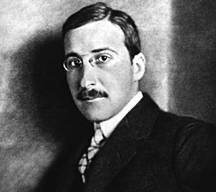
Stefan Zweig (ca. 1912)

Ein Verbummelter ist eine 1901 erschienene Erzählung des österreichischen Autors Stefan Zweig.
Die 1901 in der Berliner Zeitschrift Das Magazin für die Litteratur des In- und Auslandes erschienene Erzählung handelt vom Gymnasiasten Liebmann. Der bereits 21-Jährige wird von allen Seiten – seinen jüngeren Mitschülern, seinen Altersgenossen und seiner Familie – verspottet und kritisiert. Die Schuld für sein schulisches Scheitern sieht er in seinem Griechischprofessor. Nach einer Verspätung kommt es zu einem kurzen Wortgefecht mit diesem, worauf Liebmann ihn schlägt und die Klasse verlässt. Die Erzählung endet damit, dass Liebmann Suizid begeht. Ein zentrales Motiv von Ein Verbummelter ist die Kritik an der Institution Schule als ein autoritärer Ort der Einschränkung und Leere. Das Motiv des Selbstmordes wird von Zweig hier zum ersten Mal verwendet und in späteren Werken oft wiederholt. 1942 würde der Autor sich selbst das Leben nehmen.